# Arłamów
Arłamów (ukrán nyelven: Арламів) Lengyelország délkeleti részén, a Kárpátaljai vajdaságban, a Bieszczadi járásban, Gmina Ustrzyki Dolne község területén található település, közel a lengyel–ukrán határhoz.A község központjától, Ustzyki Dolnétól 3 kilométernyire északkelet fekszik, a járási központtól, Ustrzyki Dolnétől 18 kilométernyire északra található és a vajdaság központjától, Rzeszówtól 69 kilométernyire található délkeleti irányban.

## Fordítás
Ez a szócikk részben vagy egészben  az   Arłamów című angol Wikipédia-szócikk ezen változatának fordításán alapul.  Az eredeti cikk szerkesztőit annak laptörténete sorolja fel. Ez a jelzés csupán a megfogalmazás eredetét és a szerzői jogokat jelzi, nem szolgál a cikkben szereplő információk forrásmegjelöléseként.